# Troll (bil)

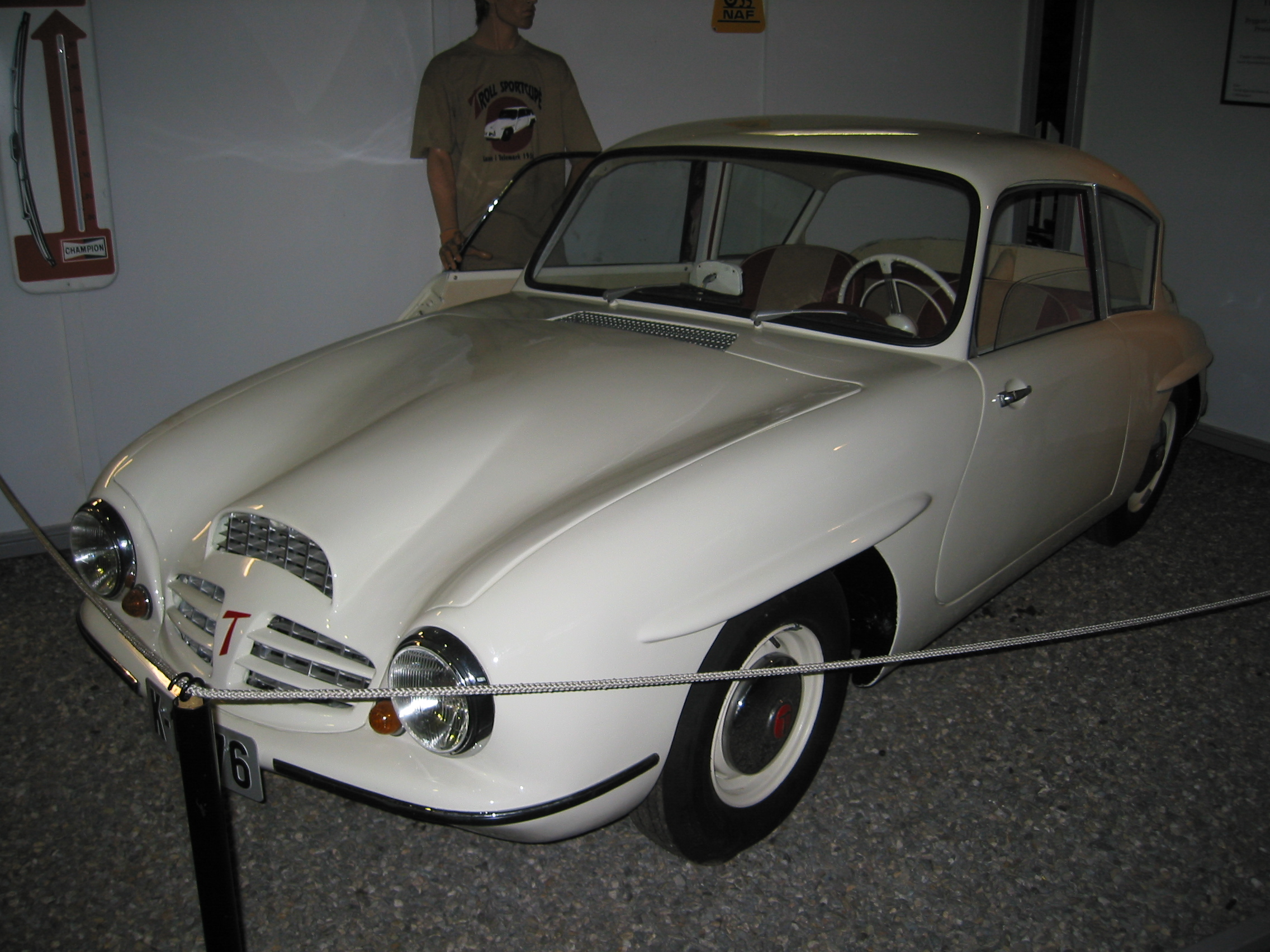
Troll

Troll var en norsk bilmodell som tillverkades 1956. Troll hade en 2-sitsig kupékaross av glasfiberarmerad plast med separat 4-hjulsfjädring. Motorn var en 2-cylindrig tvåtaktsmotor av den tyska biltillverkarens Gutbrods konstruktion. Man hade köpt delar av Gutbrodbolaget efter att det företaget gått omkull.
Tillverkaren Troll plastik- og bilindustri i Lunde i Telemark hade planerat en serie på 15 bilar men hann bara tillverka 5 bilar innan företaget gick i konkurs. Bilen designades av den tyske konstruktören Hans Trippel.